# Reinhard Meier
Reinhard Meier  (* 11. März 1946 in Wiesbaden; † 25. November 2020) war ein deutscher Fußballspieler.

## Karriere
Der 1969 von Germania Wiesbaden aus der hessischen Amateurliga zum SV Alsenborn gekommene Reinhard Meier, debütierte am dritten Spieltag, den 24. August 1969, beim 5:1-Erfolg gegen den SC Friedrichsthal mit zwei Treffern unter Trainer Heiner Ueberle in der Regionalliga Südwest. Alsenborn gewann 1969/70 die Meisterschaft im Südwesten und zog letztmals in die Bundesligaaufstiegsrunde ein. Dort kam Meier gegen den späteren Aufsteiger Arminia Bielefeld am 27. Mai 1970 bei der 0:1-Heimniederlage zum Einsatz. Im zweiten Alsenborner Jahr, 1970/71, gehörte er am 21. März 1971 der SVA-Elf an, die im Heimspiel die Gäste von Saar 05 Saarbrücken mit 11:0 Toren deklassierte. Meier erzielte dabei zwei Treffer. In der Saison 1971/72 belegte er mit Alsenborn und Trainer Horst Kunzmann – Manfred Lenz holte sich mit 28 Treffern die Torjägerkrone im Südwesten – den dritten Rang. Im Sommer 1973 – Alsenborn hatte 1972/73 den achten Rang belegt – schloss er sich dem benachbarten Bundesligisten 1. FC Kaiserslautern an.
In seinen ersten fünf Runden bei den „Roten Teufeln“ hatte es Meier von 1973 bis 1978 mit Trainer Erich Ribbeck zu tun. Der Mittelfeldspieler debütierte am ersten Spieltag der Saison 1973/74, am 11. August 1973, beim 2:2-Heimremis gegen Werder Bremen in der Fußball-Bundesliga. In der Saison 1975/76 absolvierte Meier alle 34 Rundenspiele und erzielte vier Tore für den 1. FCK, der auf dem siebten Rang einkam. In dieser Runde wurden die Spiele im DFB-Pokal 1976 zum sportlichen Höhepunkt. In allen sieben Begegnungen, einschließlich des Finals am 26. Juni gegen den Hamburger SV, vertrat der zuverlässige Akteur die Farben seiner Mannschaft. Als Kaiserslautern 1978/79 erstmals mit Trainer Karl-Heinz Feldkamp den dritten Rang in der Bundesliga belegen konnte, gehörte Reinhard Meier mit 28 Einsätzen und sechs Toren der Stammbesetzung an. Er war in den meisten seiner acht Jahre beim FCK Stammspieler. Sein letztes Bundesligaspiel absolvierte Meier am 15. November 1980 beim 2:2-Remis bei Borussia Dortmund, wo er in der 71. Minute für Johannes Riedl im Mittelfeld eingewechselt wurde. Im Spieljahr 1980/81 hatte er auch noch im UEFA-Cup bei den Spielen gegen RSC Anderlecht und Standard Lüttich mitgewirkt und im DFB-Pokal in den Hauptrundenspielen gegen den VfR Heilbronn, die SG Egelsbach und den FC Bayern München die Lautrer Farben vertreten.
Nachdem er jedoch ab 1979 nur noch sporadisch und meist als Einwechselspieler zum Einsatz gekommen war, beendete er seine aktive Spielerlaufbahn und übernahm zur Runde 1981/82 das Traineramt bei den FCK-Amateuren, das er bis 1987 ausübte. Es folgten Anstellungen beim FK Clausen und bei Südwest Ludwigshafen.
Ab Februar 1990 war Meier noch einmal Trainer der Amateure des 1. FCK, 1990/91 trainierte er Wormatia Worms. Reinhard Meier war der Vater der Tennisspielerin Silke Meier.